# Il cambio della guardia
Il cambio della guardia è un film del 1962 diretto da Giorgio Bianchi, con Fernandel e Gino Cervi come protagonisti.

## Trama
8 settembre 1943: la situazione politica e bellica italiana è molto confusa, e il podestà del paesello di Ardea, Mario Vinicio, decide di lasciare il titolo di sindaco al musicista antifascista Attilio Cappellaro, che è il padre del promesso sposo di sua figlia, per evitare che una volta arrivati gli Alleati lui finisse fucilato come fascista. Tuttavia sembra che gli Alleati siano ancora molto lontani, e il funzionario del Fascio, Crippa, cerca di spedire al fronte il figlio di Cappellaro e comunica di aver convocato una banda di camicie nere per ristabilire l'ordine. Cappellaro fa in modo che il figlio rimanga in paese nascondendolo in cantina, ma durante la notte Crippa viene assassinato.
Da qui Vinicio e Cappellaro iniziano una disperata serie di tentativi per occultare il cadavere del gerarca e non venire fucilati dai fascisti intanto arrivati, e alla fine salta fuori che l'assassino era Virgili, camicia nera che considerava Crippa un vigliacco traditore. Proprio mentre Cappellaro sta per essere fucilato ed il figlio mandato al fronte, arrivano gli Alleati, e vengono salvati anche grazie all'intervento di tre ignari soldati tedeschi conosciuti dal figlio di Cappellaro.

## Produzione
Il paese utilizzato per le riprese è Ardea, appartenente all'area romana, dove il film è anche ambientato. Qui sono state realizzate la maggior parte delle scene, con l'eccezione di quelle girate al Casale della Solfatara a Roma e quelle nella chiesa di Camogli.
Il figlio di Cappellaro è interpretato da Frank Fernandel, figlio dell'attore francese, al suo debutto al cinema. Frank ebbe comunque una breve e poco fortunata carriera; è morto nel 2011.

## Distribuzione
Fu distribuito in Italia il 31 ottobre 1962.